# Paitobius adelus
Paitobius adelus är en mångfotingart som beskrevs av Chamberlin 1922. Paitobius adelus ingår i släktet Paitobius och familjen stenkrypare. Inga underarter finns listade i Catalogue of Life.